# Dinah Jefferies
Dinah Mary Jefferies (Malacca, 1948) è una scrittrice britannica.

## Biografia
Dinah Jefferies è nata a Malacca, in Malaysia, nel 1948 e si è trasferita in Inghilterra nel 1956, all'età di otto anni, poco dopo l'indipendenza della Malaysia. Ha studiato al Birmingham College of Art e successivamente all'Università di Ulster, dove si è laureata in letteratura inglese. Durante il college è rimasta incinta del suo primo figlio, Jamie. La Jefferies non rimase con il padre di Jamie e in seguito si trasferì, nel Suffolk, dove ha sposato Jon Owen, un membro del gruppo The Global Village Trucking Company, con il quale aveva una figlia. Dopo essersi separata da Owen alcuni anni dopo, ha iniziato a insegnare alla Dartington Hall School. Dopo aver lasciato l'insegnamento, nel 1998 ha sposato Richard Jefferies.
Il figlio Jamie morì all'età di 14 anni mentre era in moto. L'esperienza, tra le altre cose, fece da spinta per il suo romanzo d'esordio, La separazione, pubblicato nel 2013 dalla Penguin Books Ltd in Inghilterra, e dalla Newton Compton Editori in Italia. Il suo secondo romanzo, il bestseller Il profumo delle foglie di tè, tradotto in diciassette lingue, è stato l'ebook più venduto nel 2016.

## Opere
- 2013 - La separazione[4] (The Separation), Newton Compton, traduzione di Cristina Ingiardi, 2013 (ISBN 978-88-541-9233-1)
- 2015 - Il profumo delle foglie di tè (The Tea Planter's Wife), Newton Compton, traduzione di Elisa Tramontin e Angela Ricci, 2016 (ISBN 978-88-227-0019-3)
- 2016 - La figlia del mercante di seta (The Silk Merchant's Daughter), Newton Compton, traduzione di Valentina Francese, 2017 (ISBN 978-88-227-0322-4)
- 2017 - Il silenzio della pioggia d'estate (Before the Rains), Newton Compton, traduzione di Valentina Francese, 2017 (ISBN 978-88-227-0708-6)
- 2018 - Il segreto del mercante di zaffiri (The Sapphire Widow), Newton Compton, traduzione di Martina Rinaldi, 2018 (ISBN 978-88-227-1831-0)
- 2019 - La sorella perduta (The Missing Sister), Newton Compton, traduzione di Tessa Bernardi, 2019 (ISBN 978-88-227-2954-5)
- 2020 - La ragazza nel giardino degli ulivi (The Tuscan Contessa), Newton Compton, traduzione di Tessa Bernardi, 2020 (ISBN 978-88-227-4047-2)
- Daughters of War
  1. 2021 – Il profumo segreto della lavanda (Daughters of War), Newton Compton, traduzione di Tessa Bernardi, 2021 (ISBN 978-88-227-5375-5)
  2. 2022 – Il palazzo segreto (The Hidden Palace), Newton Compton, traduzione di Tessa Bernardi, 2022 (ISBN 978-88-227-6882-7)
  3. 2023 – Un treno per Marrakesh (Night Train to Marrakech) Newton Compton, traduzione di Tessa Bernardi, 2023 ISBN 978-88-227-7682-2